# Conversations (Instant Messenger)

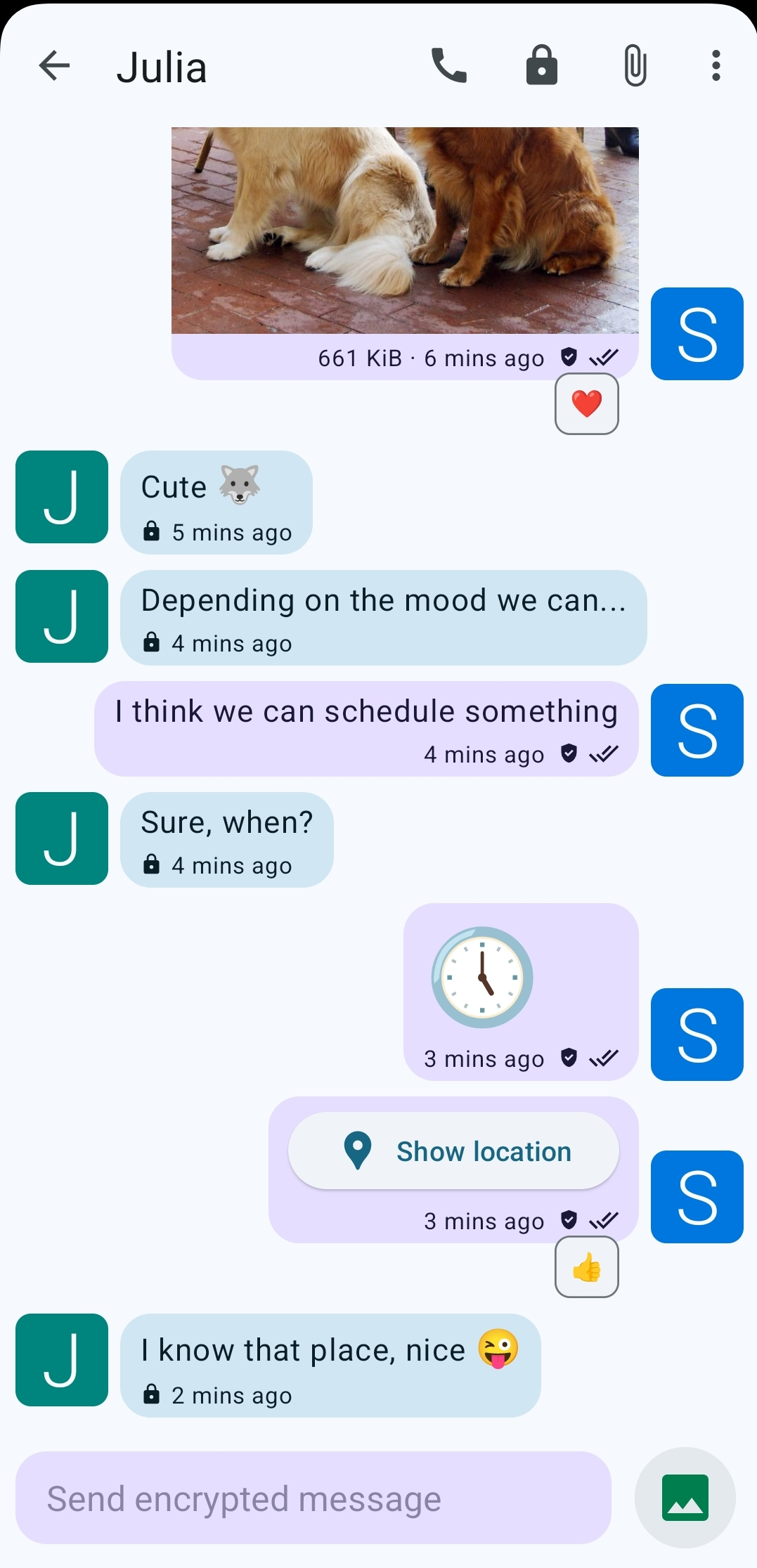
Screenshot eines Chats in Conversations 2.17.x

Conversations ist ein freier Instant-Messaging-Client für Android. Es basiert weitgehend auf anerkannten offenen Standards wie dem Extensible Messaging and Presence Protocol (XMPP) und Transport Layer Security (TLS).
Die Entwicklungsschwerpunkte liegen auf sicherer Kommunikation und Implementierung der für die mobile Nutzung wichtigen XMPP-Erweiterungen.
Die Fachpresse lobte die Dezentralität und Offenheit des Übertragungsnetzes und einfache, intuitive Bedienbarkeit mit von anderen Anwendungen gewohnter Benutzerführung. Es genießt Anerkennung als ernstzunehmender Versuch, die Massentauglichkeit XMPP-basierten Messagings auf ein konkurrenzfähiges Niveau zu heben.
Der Quelltext des Programms wird bei Codeberg verwaltet und untersteht den Bedingungen von Version 3 der GNU General Public License (GPL). Das Programm kann kostenlos (beziehungsweise spendenbasiert) mithilfe von F-Droid oder gegen Gebühr im Google-Play-Store installiert werden. Google verzeichnete bis November 2020 über 100.000 Installationen.

## Funktionen
Conversations bietet nativ (also ohne Zusatzmodul) sowohl optionale Ende-zu-Ende-Verschlüsselung (OpenPGP oder OMEMO) als auch Leitungsverschlüsselung (Transport Layer Security). Letztere muss von den Servern der beteiligten Gesprächspartner konfiguriert werden.
Conversations erlaubt mehrere gleichzeitig auf ein Konto angemeldete Clients/Endgeräte (durch XMPP) und auch Nachrichtenzustellung auf mehrere Clients (Synchronisation) mittels der Protokollerweiterung „Message Carbons“ („Durchschläge“, XEP-0280).
Es können Dateien versendet werden; auch verschlüsselt. Übertragene Bilder werden in die Gesprächsansicht eingebettet angezeigt (Bildnachrichten).
Als XMPP-Client bietet Conversations prinzipiell Interoperabilität mit anderer XMPP-(Client-)Software und ist auch nicht an Server-Infrastruktur des Herstellers gebunden.
- Gruppenchat (MUC)
- Optionale Adressbuchintegration
- Unterstützung für mehrere Benutzerkonten/Adressen

### Implementierte XEPs
Conversations beherrscht folgende XMPP-Erweiterungsprotokolle (XEP, offizielle Erweiterungen des XMPP):
| - XEP-0027: Current Jabber OpenPGP Usage - XEP-0030: Service Discovery - XEP-0045: Multi-User Chat (MUC) - XEP-0048: Bookmarks - XEP-0084: User Avatar - XEP-0085: Chat State Notifications - XEP-0092: Software Version - XEP-0115: Entity Capabilities - XEP-0163: Personal Eventing Protocol for avatars and nicknames - XEP-0166: Jingle (file transfer only) - XEP-0172: User Nickname - XEP-0184: Message Delivery Receipts (reply only) - XEP-0191: Blocking command - XEP-0198: Stream Management - XEP-0199: XMPP Ping - XEP-0234: Jingle File Transfer | - XEP-0237: Roster Versioning - XEP-0245: The /me Command - XEP-0249: Direct MUC Invitations (reception only) - XEP-0260: Jingle SOCKS5 Bytestreams Transport Method - XEP-0261: Jingle In-Band Bytestreams Transport Method - XEP-0280: Message Carbons (syncing) - XEP-0308: Last Message Correction - XEP-0313: Message Archive Management (logs stored on server) - XEP-0319: Last User Interaction in Presence - XEP-0333: Chat Markers - XEP-0352: Client State Indication - XEP-0357: Push Notifications - XEP-0363: HTTP File Upload - XEP-0368: SRV records for XMPP over TLS - XEP-0377: Spam Reporting - XEP-0384: OMEMO Encryption |

## Quicksy
Der Ableger Quicksy für Android stammt ebenfalls von Daniel Gultsch. Nutzer dieses Clienten eröffnen ein Konto beim Host quicksy.im, wobei der Nutzername aus der Rufnummer besteht. Dies ermöglicht eine Kontaktsuche anderer Nutzer der App über das Telefonbuch. Dadurch soll die Einstiegshürde in das Jabber-Netzwerk gesenkt werden. Quicksynutzer können auch mit XMPP-Nutzern anderer Hosts kommunizieren. Seit August 2024 ist die App Quicksy auch für iOS verfügbar. Während die Android-Variante auf Conversations basiert, wurde die iOS-Version auf Basis der App Monal entwickelt.

## Geschichte
Am 24. Januar 2014 wurde erster Code in das öffentliche Repositorium eingepflegt. Die erste offizielle Version 0.1 wurde am 24. März 2014 veröffentlicht, als (oft nur angeblich) „sichere“ Messenger für Mobilgeräte in Folge der Snowden-Veröffentlichungen (Juni 2013) und Facebooks Aufkauf von WhatsApp (Februar 2014) stark an Popularität gewannen. Sie stieß schon bald auf positive Rückmeldungen.
Die Aufnahme in Google Play erfolgte noch im Frühjahr 2014 und in das alternative Android-Software-Repositorium F-Droid mit Version 0.1.3 vom 6. April 2014.
Seit der am 12. Mai erschienenen Version 0.2 werden Bildnachrichten (Dateitransfers, in Klartext oder OpenPGP-verschlüsselt) unterstützt, ab Version 0.4 (30. Juni) auch OTR-verschlüsselt.
Version 1.0 folgte am 1. Februar 2015.
Andreas Straub nahm 2015 für Conversations am Google Summer of Code teil. Dies brachte Entwürfe für einen neuen Ende-zu-Ende-Verschlüsselungsstandard (OMEMO) hervor, die der XMPP Standards Foundation (XSF) zur Standardisierung vorgelegt wurden.
Ab Version 2.0.0 entfällt die Möglichkeit, Off-the-Record Messaging (OTR) zur Verschlüsselung zu nutzen. Weiterhin ist OMEMO nun standardmäßig in Einzelchats und privaten Gruppenchats aktiviert. Mit der Version 2.2.0 wurden im Mai 2018 zuvor optionale Erweiterungen zur Aufnahme von Sprachnachrichten und zum Teilen des Standorts in Conversations implementiert.
Mit Version 2.3.0 wurde im September 2018 die Unterstützung für TLS 1.3 eingeführt.
Mit Version 2.8 wurden im April 2020 verschlüsselte Audio- und Videotelefonate eingeführt.